# Kostel svatého Prokopa (Starý Bydžov)
Kostel svatého Prokopa je římskokatolický filiální kostel ve Starém Bydžově. Je chráněn jako kulturní památka České republiky.

## Historie
Původní kostel byl postaven v románském slohu na přelomu 12. a 13. století. Výrazně byl přestavěn v 16. století v renesančním stylu. Tehdy byl kostel zvýšen, bylo zbořeno původní dvouvěžové průčelí a kostel dostal jednu mohutnou věž, přistavenou ke vstupnímu průčelí. V roce 1587 byl pro tuto novou věž ulit Brikcím z Cimperka zvon, pojmenovaný Pražan. V 18. století proběhly barokní úpravy. Původně se jednalo o farní kostel. V roce 1882 byl zrušen hřbitov kolem kostela a nový zřízen za vsí. Ve druhé půli 20. století přestala být farnost obsazována sídelním knězem a k 1. lednu 2008 byla administrativně zrušena. Starý Bydžov byl přifařen k Novému Bydžovu. V kostele časem ustaly pravidelné bohoslužby, kostel zůstal používán pouze pro pohřby a bohoslužby při zvláštních příležitostech.

## Stavební podoba
Kostel je mohutná jednolodní stavba s odsazeným, polygonálně uzavřeným presbytářem, nad kterým je umístěn sanktusník. Velká věž při vstupním průčelí je vnějšími římsami členěna do tří pater. Ve zdivu kostelní lodi se zachovaly stopy původní dvojice románských věží.